# Гусиный лук алтайский
Гусиный лук алтайский (лат. Gagea altaica) — вид растений рода Гусиный лук (Gagea) семейства Лилейные (Liliaceae) распространённый в России (республики Алтай и Тыва, Красноярский край), на востоке Казахстана и в Китае (север Синьцзяна).

## Ботаническое описание
Многолетнее луковичное растение, (3) 5—15 (18) см высотой. Луковица одиночная, яйцевидная, 4—6 мм в диаметре и 10—20 мм высотой. Прикорневой (нижний) лист одиночный, плоский, узколинейный, вдольсложенный, равный стеблю или вдвое его длиннее, 1—2,5 мм шириной, в верхней части, как и стеблевые листья, более или менее изогнутый. Стебель прямой, голый или коротко опушённый, до верху облиственный с 1—3 очерёдными, линейными или линейно-ланцетными листьями.
Цветки в числе (1) 3—5 (7), на прямых, реже чуть отклонённых цветоножках, 1—2,5 см длиной. Листочки околоцветника продолговатые или яйцевидные, закругленные или тупые, 10—13 мм длиной и 2,5—4,5 мм шириной, с внутренней стороны золотисто-жёлтые, с наружной — зеленовато-коричневые, обычно с красноватым оттенком, с белой каймой. Столбик цельный, едва длиннее тычинок, с неглубокотрёхлопастным рыльцем. Завязь продолговато-призматическая, к основанию слегка расширенная.

## Охрана
Включён в красные книги Республики Алтай (охраняется в Алтайском заповеднике), Республики Тыва и Красноярского края (охраняется в заповедниках «Саяно-Шушенский» и «Столбы»)